# 1481 Tubingia
1481 Tubingia је астероид главног астероидног појаса. Приближан пречник астероида је 33,26 ,
а средња удаљеност астероида од Сунца износи 3,014 астрономских јединица (АЈ).
Инклинација (нагиб) орбите у односу на раван еклиптике је 3,519 степени, а орбитални период износи 1912,097 дана (5,235 година). Ексцентрицитет орбите астероида износи 0,047.
Апсолутна магнитуда астероида износи 10,34 а геометријски албедо 0,116.
Астероид је откривен 7. фебруара 1938. године.